# Rozrazil bažinný
Rozrazil bažinný (Veronica anagalloides) je druh vlhkomilného rozrazilu kvetoucí drobnými bělavými kvítky.

## Rozšíření
Rozšíření tohoto druhu je v Evropě omezeno na jižní, jihovýchodní a střední část světadílu, sever přirozeného výskytu je ohraničen středními Čechami, jižní Moravou a jižním Slovenskem. Rozšířen je dále v Malé Asii, na Blízkém východě, ve Střední Asii a v Číně a Japonsku. Roste i v oblastech Afriky přilehlých ke Středozemnímu moři. Jak napovídá české jméno, jeho nejčastějším biotopem jsou drobné příkopy a oblasti bohaté na výživné bahno okolo řek, jezer i podmáčená zasolená přímořská půda. Roste také na střídavě zamokřených obdělávaných pozemcích nebo v nezapojených porostech přeplavovaných luk.
V České republice se vyskytuje jen zřídka, nejčastěji je ke spatření v Polabí okolo Pardubic, v Dyjsko-svrateckém a Dolnomoravském úvalu, na Pálavě a v zátopových územích Dyje.

## Popis
Je to převážně jednoletá bylina s přímou nebo u země vystoupavou tenkou lodyhou vysokou 10 až 40 cm. Tupě hranatá až oblá lodyha je většinou jednoduchá nebo větvená, někdy načervenalá, je vyplněná dření a má schopnost u báze zakořeňovat. Vstřícné nebo v trojčetných přeslenech přisedlé listy jsou poloobjímavé, úzce kopinaté, bývají dlouhé 15 až 40 mm a široké 5 až 7 mm. Jejich čepele jsou mělce vroubkované až celokrajné, na koncích špičaté. Chromozómové číslo je 2n = 18.
Drobné květy se stopkami jsou sestaveny do hustě žláznatých hroznovitých květenství dlouhých až 15 cm které vyrůstající z paždí listů. Stopky květů, zpravidla šikmo vzhůru odstálé (30 ° od osy květenství), postupně dorůstají a dosahují délky 4 až 7 mm, jejich listeny jsou čárkovitě kopinaté a měří okolo 2 až 3 mm.
Čtyři kališní lístky jsou podlouhle eliptické, na vrcholu špičaté nebo tupě špičaté, většinou stejně dlouhé (2 až 3 mm) ale nestejně široké, celokrajné, k plodu přitisknuté, žláznatě chlupaté. Koruna má v průměru 2 až 4 mm, bývá bělavá s tmavofialovou nebo červenou žilnatinou, horní lístek bývá nafialovělý nebo namodralý. Kvete v červenci až září.
Plodem jsou řídce až hustě žláznatě chlupaté, široce eliptické tobolky 2,5 až 3,5 mm dlouhé a 1,7 až 2,8 mm široké, z boku jen mírně smáčknuté, na vrcholu jen nepatrně vykrojené. Obsahují asi 30 semen dlouhých 0,7 mm, lehce zploštělých, po obou stranách vypouklých.

## Ohrožení
Podle "Černého a červeného seznamu cévnatých rostlin ČR" patří rozrazil bažinný k rostlinám silně ohroženým C2 (EN), jeho přirozená stanoviště mizí s přibývajícími odvodňovacími kanály, meliorací a napřimováním říčních toků.

## Taxonomie
Rozrazil bažinný se vyskytuje ve dvou poddruzích:
- Veronica anagalloides Guss. subsp. anagalloides
- Veronica anagalloides Guss. subsp. heureka M. A. Fisch.

V České republice roste nominální poddruh Veronica anagalloides Guss. subsp. anagalloides.